# Uier

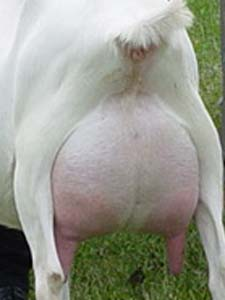
De uier van een geit

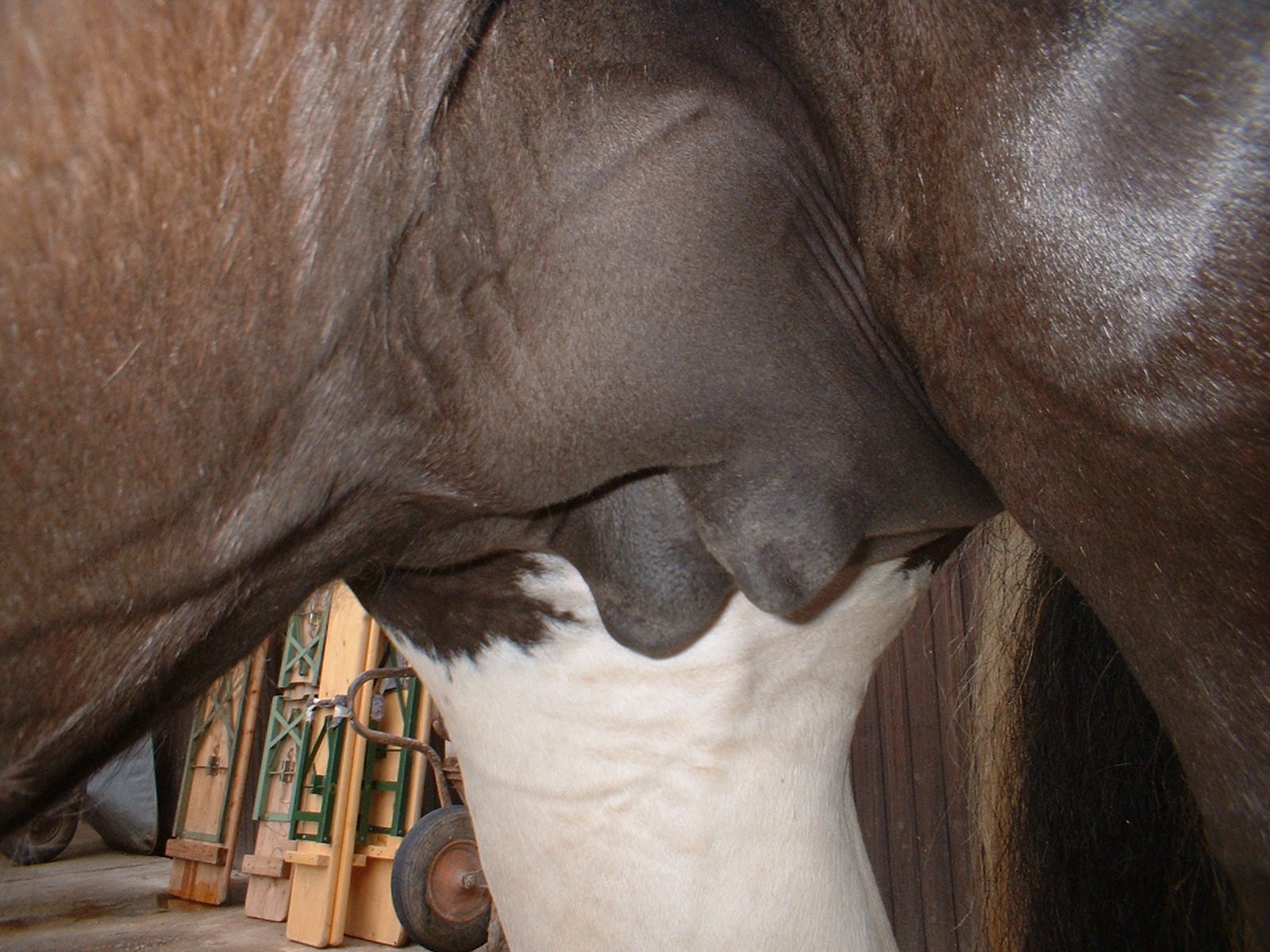
De uier van een Tinker merrie

De uier is een orgaan dat bestaat uit de melkklieren bij vierpotige zoogdieren, vooral herkauwers, vergelijkbaar met borsten bij primaten. In de uier wordt melk gevormd waarmee tijdens het zogen het jong of de jongen gevoerd worden. De eerste melk die in de uier gevormd wordt heet biest of colostrum en deze is zeer rijk aan afweerstoffen. Na enkele dagen komt de echte melk op gang.

## Melkvorming
De melkvorming vindt plaats in de melkcellen. Het hormoon prolactine, dat wordt afgescheiden door de hypofyse, zorgt voor de melkproductie. De grondstoffen voor de melk worden door het bloed aangevoerd en door diffusie in de melkcellen opgenomen. Hier worden de grondstoffen omgezet in melk. Om één kilo melk te maken moeten honderden liters bloed door de uier stromen. De melk wordt opgeslagen in de melkboezem, een sponsachtige ruimte onder in de uier. De melk verlaat de uier via de spenen of tepels. 

## Anatomie
De uiers ontstaan tijdens de ontwikkeling van het dier in de baarmoeder van de moeder langs lijnen, de zogeheten melklijn. Bij hoefdieren ontstaan de uiers op de melklijn bij de achterpoten.  
Elk uierdeel heeft een eigen melkstelsel en melkboezem. Bij de koe is de uier verdeeld in vier delen, kwartieren genoemd. Ieder kwartier heeft een eigen speen. Bij het schaap en de geit bestaat de uier uit twee delen. Bij de zeug is de uier verdeeld in ongeveer 12 pakketten. Ieder pakket heeft zijn eigen speen waardoor de uier bij de zeug 10, 12 of 14 spenen heeft.

## Uierboord
In plaatsen als Antwerpen en Rotterdam was uierboord, een gerecht gemaakt van uiers, vroeger volksvoedsel. Het wordt tegenwoordig beschouwd als een delicatesse. In Antwerpen wordt het voorgekookt aangeboden in de meeste slagerijen. De gekookte uier is geelachtig en wordt in dikke sneden verkocht. Thuis worden de sneden gebakken in de pan en gekruid met zout en peper, en samen met wat brood opgegeten.       